# Dragón Fútbol Club
Il Dragón Fútbal Club è una società calcistica equatoguineana con sede a Bata.
Ha vinto un campionato e una coppa nazionale.

## Palmarès

### Competizioni nazionali
- Primera Divisíon de Honor: 1

1983
- Coppa della Guinea Equatoriale: 1

2009